# Akis Agiomamitis
Akis Agiomamitis   (Limassol, 26 de gener de 1957) és un exfutbolista xipriota de la dècada de 1980 i entrenador.
Fou 1 cop internacional amb la selecció xipriota.
Pel que fa a clubs, fou jugador, entre d'altres, de OFI Creta.
Trajectòria com a entrenador:
- 2006: Bloemfontein Celtic
- 2008–2009: Aris Limassol
- 2009–2010: Black Aces
- 2014–2015: Aris Limassol